# 시아 페록스
시아 페록스는 인도네시아 자와섬, 수마트라섬 등에서 서식하는 메뚜기목 어리여치상과에 속하는 대형 곤충이다. 대한민국과 일본에서는 '리옥크'(일본어: リオック)라는 이름으로 알려져 있다. '리옥크'라는 이름은 현지에서 부르는 이름을 가나 문자로 표기한 것이다. 야행성으로, 생태가 잘 알려지지 않았다.
아랍어:ق۷بهم